# لیک ویسوتا (ویسکانسین)
لیک ویسوتا (به انگلیسی: Lake Wissota) یک منطقهٔ مسکونی در ایالات متحده آمریکا است که در لافایت واقع شده‌است. لیک ویسوتا ۱۱٫۵ کیلومتر مربع مساحت و ۲٬۷۳۸ نفر جمعیت دارد و ۲۸۲ متر بالاتر از سطح دریا واقع شده‌است.